# Kalifornská univerzita v Los Angeles

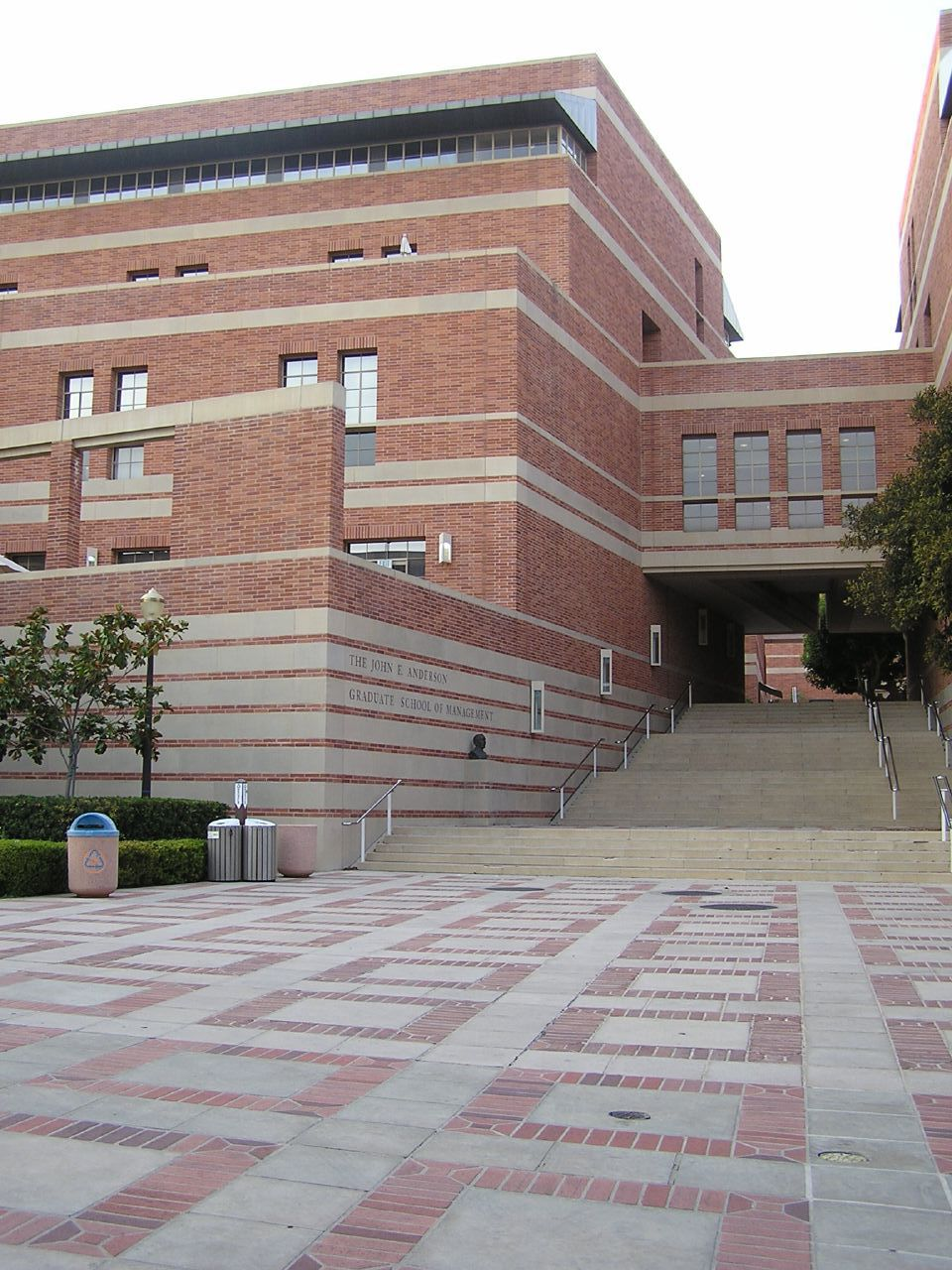
Katedra managementu

Kalifornská univerzita v Los Angeles, anglicky University of California, Los Angeles (krátce UCLA) je veřejná výzkumná univerzita sídlící v Los Angeles v Kalifornii ve Spojených státech. Byla založena jako pobočka státní univerzity v roce 1919, je druhým nejstarším víceúčelovým kampusem v systému University of California a má největší počet studentů ze všech univerzit ve státě (celkem 45 742 roku 2020).
V roce 2025 bylo administrativou Donalda Trumpa pozastaveno financován univerzity, a to v souvislosti s pořádáním propalestinských protestů na univerzitě.